# Coniophanes piceivittis
Coniophanes piceivittis (чорносмуга змія Копа) — вид змій родини полозових (Colubridae). Мешкає в Мексиці і Центральній Америці.

## Підвиди
Виділяють два підвиди:
- Coniophanes piceivittis frangivirgatus Peters, 1950;
- Coniophanes piceivittis piceivittis Cope, 1870.

## Поширення і екологія
Чорносмугі змії Копа мешкають на тихоокеанському узбережжі Мексики (на південь від Оахаки і Чіапаса), Гватемали, Сальвадору, Нікарагуа і Коста-Рики. Вони живуть у вічнозелених і листяних тропічних лісах та в саванах, на висоті до 1000 м над рівнем моря.